# گوسفند سیاه

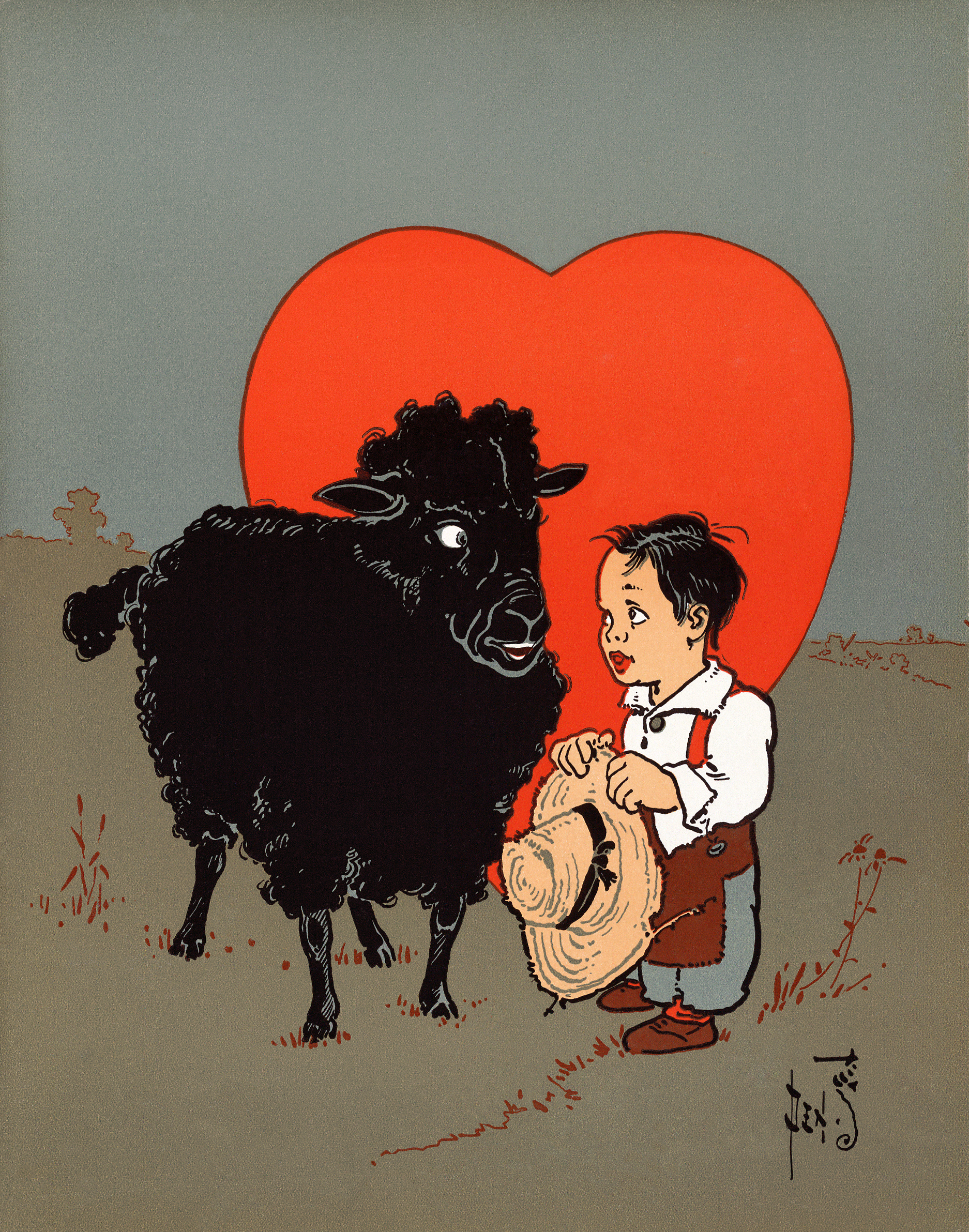
بلک شیپ اثر ویلیام والاس دنسلو

در زبان انگلیسی گوسفند سیاه یا بلک شیپ (به انگلیسی: Black sheep) اصطلاحیست برای توصیف یک عضو عجیب، یا بدنام یک گروه، به‌ویژه خانواده استفاده می‌شود.